# ロスチスラフ・ウラジミロヴィチ (オーヴルチ公)
ロスチスラフ・ウラジミロヴィチ（ロシア語: Ростислав Владимирович、？ - 1242年以降）は、ウラジーミル・リュリコヴィチの子である。オーヴルチ公（在位：1223年 - 1235年）。

## 生涯
ロスチスラフは、かつて自身の父ウラジーミル、祖父リューリクが治めたオーヴルチ公国を1223年より統治した。それは同年のカルカ河畔の戦いでキエフ大公ムスチスラフ3世が死亡し、オーヴルチ公位にあった父がキエフ大公となったことによる。1234年、父の派遣した外交使節と共にキエフからガーリチへ赴き、ガーリチ公ダニールを、チェルニゴフ公ミハイルに対する遠征に踏み切らせている。
ルーシ南部へのモンゴルの侵攻の最中、父のウラジーミルは1239年に死亡した。この時期にロスチスラフが何をしていたのかは、年代記には記されておらず、1242年にホルムにいたダニール（上記のダニール）の元へ現れたということのみが記されている。史料上に、以降のロスチスラフに関する記録はない。
ロスチスラフの妻に関しては不明である。子に関しては、1289年にヴォルィーニ公ムスチスラフ（上記のダニールの子）に服属したポロシエの公ユーリーという人物が、あるいはロスチスラフの子ではないかと推測されている。